# Serhij Ševčuk
Serhij Mykolajovyč Ševčuk (in ucraino Сергій Миколайович Шевчук?; Makariv, 18 giugno 1985) è un calciatore ucraino, centrocampista dello Šturm Ivankiv.